# 苏应衡
苏应衡（1916年—1998年10月21日），男，广东南海人，中华人民共和国胸外科专家，山东医科大学教授，曾任山东省政协副主席，第七、八届全国政协委员。

## 家庭
弟弟苏应宽，曾任山东医学院副院长。